# 삼십년 평화 조약
삼십년 평화 조약(Thirty Years' Peace)은 기원전 446년(또는 445년) 고대 그리스의 도시 국가인 아테나이와 스파르타 사이에 맺어진 협정이다. 이 협정으로 흔히 제1차 펠로폰네소스 전쟁(기원전 460년)으로 알려진 분쟁을 종결하게 되었다.
이 조약은 또 다른 전쟁 발발을 예방하기 위한 목적으로 만들어졌다. 궁극적으로 이 조약은 그 목적 달성에는 실패하게 된다. 아테나이는 니사이아와 페가이에 있는 메가라인들의 항구를 포함한 펠로폰네소스에 있는 모든 것을 아르고스의 트로이젠과 아카이아에게 포기하도록 했다. 그리나 스파르타 인들은 아테나이가 나우파크토스를 가지는 것에는 동의를 했다. 이 조약에는 또한 둘 중 적어도 한 쪽이 중재를 원하기만 한다면, 아테나이인과 스파르타인의 무장충돌도 배제하였다. 중립의 폴리스들이 양측(스파르타나 아테나이에)을 편을 들 수도 있었다. 이것은 양측을 정형화된 동맹국들이 있었음을 암시하는 것이다. 아테나이와 스파르타는 모든 다른 영토에 대해서는 중재를 받기로 했다. 또한 양쪽 동맹도 합법적으로 승인을 받았는데, 이것은 아테나이와 새로 형성된 에게해의 제국에 유리한 조항이었다.
30년 평화 조약은 단지 15년 밖에 지속되지 않았다. 이 조약은 스파르타가 아테나이에게 선전포고를 함으로써 파기되었다.